# Thúy Hà (diễn viên)
Thúy Hà tên đầy đủ là Đinh Thị Thúy Hà (sinh năm 1978 tại Hà Nội) là một nữ diễn viên Việt Nam. Thúy Hà được biết đến nhiều nhất với vai cô Hạnh trong bộ phim Bến không chồng của đạo diễn Lưu Trọng Ninh năm 2001. Thúy Hà hiện là diễn viên của đoàn kịch 2 Nhà hát kịch Hà Nội.

## Tiểu sử
Thúy Hà được chú ý khi vào vai Hạnh trong phim điện ảnh Bến không chồng của đạo diễn Lưu Trọng Ninh. Sau đó, cô liên tục xuất hiện trên truyền hình với hình ảnh phụ nữ nông thôn lam lũ, chịu thương chịu khó. Thúy Hà còn gây ấn tượng với vai nữ y tá Ngần trong bộ phim truyền hình Nhật ký chiến trường dựa theo tiểu thuyết "Bê trọc" của nhà văn Phạm Việt Long.
Thúy Hà đổi hình ảnh khi đảm nhận vai cá tính trong Bí mật Eva và Mưa bóng mây khiến khán giả ngỡ ngàng nhưng cũng đón nhận. Vai diễn Bích trong phim Mưa bóng mây đã mang lại cho cô giải Nữ diễn viên chính xuất sắc nhất.
Năm 2018, tại Liên hoan sân khấu Kịch nói toàn quốc, Thuý Hà đã nhận được Huy chương Bạc trong vở kịch nói "Vùng Lạnh" do NSND Hoàng Dũng làm đạo diễn.

## Đời sống riêng
Thúy Hà lập gia đình với một doanh nhân, anh từng tham gia cùng cô phim Bí mật Eva, hai người có với nhau hai con trai. Năm 2019, cô xác nhận đã ly hôn chồng từ lâu.

## Các phim tham gia
- Đội đặc nhiệm nhà C21 (1998)
- Vĩ thanh (1998)
- Bức đại tự (2000)
- Bến không chồng (2001)
- Những người con đất Cảng (2001)
- Hoa xương rồng (2002)
- Những tầng cao nghiệt ngã (2003)
- Hương đất (2005)
- Em không còn là đàn bà (2006)
- Gió mùa thổi mãi (2006)
- Luật đời (2007)
- 13 nữ tù (2009)
- Bí mật Eva (2010)
- Chân trời trắng (2012)
- Tình như chiếc bóng (2013)
- Heo may về qua phố (2014)
- Bão qua làng (2014)
- Mưa bóng mây (2014)
- Những cô gái trong thành phố (2018)
- Về nhà đi con (2019)
- Sống gượng (2019)
- Sinh tử (2019)
- Ngày mai bình yên (2021)
- Chúng ta của 8 năm sau (2023)
- Mưa đỏ (2025)